# Cesarski hlastač
Cesarski hlastač (znanstveno ime Lutjanus sebae) je morska riba iz družine hlastačev.
Cesarski hlastač zraste v dolžino do 116 cm, povprečno pa okoli 60 cm. Najtežji zabeleženi primerek je tehtal 32,7 kg, najstarejši primerek pa je bil star 35 let. Spolno te ribe dozorijo pri dolžini okoli 54 cm.
Cesarski hlastač je riba obalnega in brakičnega pasu, ki se zadržuje na koralnih grebenih na globinah od 5 do 180 metrov. Razširjen je v Indijskem in Tihem oceanu od Avstralije na jugu do Japonske na severu ter na vzahodu do vzhodnih obal Afrike in južnega dela Rdečega morja. Barva rib variira s starostjo in življenjskim okoljem. Običajno je rdeče ali rožnate barve s temnejšim hrbtom. Plavuti so rdeče, prsne pa so rožnate barve. Mlade ribe imajo tri temno rdeče proge. Prva poteka od začetka hrbtne plavuti preko očesa do ust, druga od sredine hrbtne plavuti do predrepne plavuti, tretja pa od konca hrbtne plavuti do repne plavuti. S starostjo proge izginejo.
Običajno ga lovijo za hrano, občasno pa se pojavi tudi v akvarijih.